# All Things Must Pass
All Things Must Pass (englisch für: Alles muss vergehen) ist das erste Solo-Studioalbum von George Harrison nach der Trennung der Beatles. Gleichzeitig ist es einschließlich der beiden Instrumentalalben aus den 1960er Jahren das dritte Album von George Harrison. Es wurde am 30. November 1970 in Großbritannien und am 27. November 1970 in den USA veröffentlicht.
In den USA und in Großbritannien erreichte das Album Platz eins der jeweiligen Charts.

## Entstehungsgeschichte
Harrison veröffentlichte All Things Must Pass als sein drittes und erfolgreichstes Soloalbum. Zuvor waren der Soundtrack Wonderwall Music (1968) und das elektronisch orientierte Album Electronic Sound (1969) erschienen. Letzteres war kein klassisches Rockalbum, sondern enthielt Soundexperimente. Beide Soloalben fanden wenig Beachtung und waren kommerziell erfolglos.
Auf All Things Must Pass erschienen viele Lieder, die sich im Laufe der Jahre bei Harrison angesammelt und nicht den Weg auf ein Beatles-Album gefunden hatten, so wurde der Titeltrack des Albums als Demo im Oktober 1996 auf dem Album Anthology 3 veröffentlicht. Weitere teilweise noch unfertige Lieder wurden während der Aufnahmesessions von Let It Be geprobt.
Die Aufnahmesessions für die Basic-Tracks fanden im Wesentlichen zwischen Mai und Juli 1970 statt. Die Aufnahmen für das Album begannen am 26. Mai 1970 mit den Band-Demos in den Abbey Road Studios (Studio 3), als Begleitmusiker fungierten Ringo Starr und Klaus Voormann. Von diesen 15 Demos fanden folgende Lieder keine Berücksichtigung bei den anschließenden Sessions: Going Down To Golders Green, Dehra Dun, Om Hare Om [Gopala Krishna] und Sour Milk Sea. Von dem letzten Song existiert auch ein Demo von Ende Mai 1968, das gemeinsam mit den Beatles aufgenommen wurde, jedoch auf dem Album The Beatles keine Berücksichtigung fand. Am 27. Mai 1970 nahm George Harrison in den Abbey Road Studios 15 weitere akustische Demos allein auf, von denen folgende nicht auf dem Album veröffentlicht wurden bzw. weitere Aufnahmen unterblieben: Window-Window, Cosmic Empire, Mother Divine, Nowhere to Go, Tell Me What Has Happened With You, Beautiful Girl und I Don’t Want to Do It. Die beiden letzten Lieder wurden in den kommenden Jahren neu aufgenommen, so erschien Beautiful Girl auf dem Album Thirty Three & 1/3, I Don’t Want to Do It wurde im April 1985 als Single in den USA veröffentlicht. Die Bonustitel Beware of Darkness und Let It Down von der Wiederveröffentlichung vom Januar 2001 stammen von derselben Probesession.

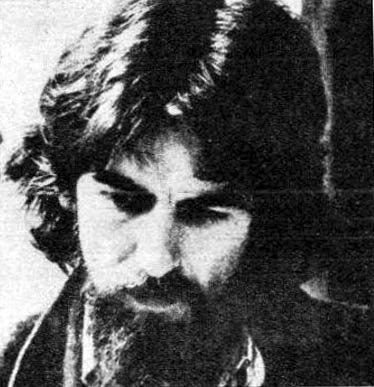
George Harrison, 1971

Als Produzenten engagierte Harrison Phil Spector, der auch das letzte Album der Beatles, Let It Be, nachproduziert hatte. Spector wurde wegen seiner „Wall of Sound“ sowohl gefeiert als auch angefeindet. Auf All Things Must Pass kann man ihn auf dem Höhepunkt seines Schaffens hören. Neben Schlagzeug und Bass benutzte Spector mehrere, teilweise kaum hörbare akustische und elektrische Gitarren, drei Keyboarder, die unter anderem Klavier und Orgel spielen, und zusätzlich zahlreiche Streicher und Bläser, die den Sound „wahrlich zu einer Mauer anschwellen lassen“. Die Backing-Tracks des Albums wurden in den Abbey Road Studios auf Acht-Spur-Band aufgenommen, wobei die Musiker normalerweise live spielten. Phil Spector verließ die Sessions im Juli 1970 und überließ es Harrison, den Rest zu produzieren.
Klaus Voormann sagte über die Aufnahmen: „George wusste nicht, was passieren würde, weil er noch nie eine Platte alleine gemacht hatte. Aber er hatte die Hilfe von Phil Spector, was ihm das Selbstvertrauen gab, es zu tun. Er hatte großartige Songs und großartige Musiker. Phil (Spector) hatte die volle Kontrolle über diesen ganzen Haufen von Musikern, die spielten. Wir spielten alle gleichzeitig – wir haben nicht übereinander aufgenommen, es waren alle sechs Leute, die akustischen Gitarren spielten und fünf Keyboarder, die gleichzeitig Klavier spielten. Es war verrückt! Ich glaube, er brach sich im Apple-Kontrollraum den Arm – George machte ein paar Overdubs, Phil kam herein und war völlig betrunken und fiel einfach nach hinten um. Und am Ende war George davon irritiert und Phil verschwand irgendwie. Also beendete George das Album.“ Harrison äußerte sich 2001 ergänzend: „Die Songs wurden immer und immer wieder gespielt, bis die Arrangements fertig waren, damit der Toningenieur im Kontrollraum den Sound mit Phil Spector hinbekommen konnte. Viele der Tracks waren quasi live.“
Anfang Juli 1970 unterbrach George Harrison, aufgrund des Todes seiner Mutter die Aufnahmen. Weitere Aufnahmen und die Einspielungen von Overdubs fanden vom 27. Juli bis 12. August ohne Phil Spector statt. Die Overdubs, die während dieser Zeit aufgenommen wurden, waren Harrisons Leadgesang und Slide-Gitarrenparts sowie die vielschichtigen Backing Vocals, die den George O'Hara-Smith Singers, bestehend aus Harrison, Clapton und Whitlock, zugeschrieben werden. George Harrison schickte frühe Mixe der meisten Lieder an Phil Spector, der sich in Los Angeles erholte. Am 19. August 1970 schrieb Spector einen Brief an Harrison, in dem er seine Gedanken über den Fortschritt des Albums darlegte und wie er sich die endgültige Veröffentlichung vorstellte. John Barhams Orchesterarrangements für das Album All Things Must Pass fanden während der nächsten Session vom 2. bis zum 12. September 1970 in den Londoner Trident Studios statt, die eine 16-Spur-Tonbandmaschine hatten. Barham war seit den Aufnahmen der Backing-Tracks dabei und war so mit dem Material vertraut. In den Trident Studios wurden aber auch weitere Overdubs und Chorgesang, den Harrison alleine beisteuerte, aufgenommen. All Things Must Pass war ursprünglich für eine Veröffentlichung im Oktober 1970 geplant, aber der Mix wurde erst am 17. Oktober abgeschlossen. Am 28. Oktober trafen George und Pattie Harrison in New York ein, wo er und Phil Spector letzte Vorbereitungen für die Veröffentlichung trafen. Die letzten Schnitte, Masterings und Sequencings wurden Anfang November in den Mediasound Studios durchgeführt, danach war das Album fertig.
Zu den Musikern zählte neben Harrison dessen Freund Eric Clapton, am Keyboard saß unter anderem Billy Preston, der schon bei den Sessions zum Album Let It Be der Beatles mitwirkte. Auf vielen Liedern spielte Ringo Starr Schlagzeug, der die Aufnahmesessions am 22. Juni verließ, um sein eigenes Album aufzunehmen. Weiterhin wirkten die Bassisten Klaus Voormann und Carl Radle, die weiteren Keyboarder Gary Wright, Gary Brooker und Bobby Whitlock, der weitere Schlagzeuger Jim Gordon und die Gruppe Badfinger sowie Peter Frampton und weitere Studiomusiker mit. Laut John Leckie, einer der Toningenieure, kamen auch andere Musiker, Rick Wright und Donovan, zu den Aufnahmen, spielten aber nicht mit. Phil Collins spielte bei einer Aufnahme Congas, aber seine Einspielung wurde nicht verwendet.
Wah-Wah (Aufnahme: 28. Mai 1970) schrieb Harrison während der Aufnahmesessions im Januar 1969 zu Let It Be / Get Back als er für kurze Zeit die Beatles verließ, Wah-Wah steht als Metapher für Kopfschmerzen. Es war das erste Lied, das eingespielt wurde.
Bei I’d Have You Anytime (Aufnahme: 4., 5. Juni 1970) handelt es sich um eine Gemeinschaftskomposition von George Harrison und Bob Dylan, während If Not for You (Aufnahme: 28., 29. Mai, 4. Juni 1970) eine neue Dylan-Komposition ist, die der Komponist im Oktober 1970 auf seinem Album New Morning veröffentlichte. Behind That Locked Door (Aufnahme: 5. Juni, 3. Juli 1970) behandelt textlich Bob Dylans Rückzug aus der Öffentlichkeit nach seinem Motorradunfall im Juli 1966.
Hear Me Lord (Aufnahme: 23., 24. Juni, 1. Juli 1970) und My Sweet Lord (Aufnahme: 28. Mai 1970) sind Lieder in Gebetsform. Hear Me Lord stellte Harrison im Januar 1969 den Beatles vor, es stieß auf wenig Interesse. George hatte My Sweet Lord während einer Tour mit Delaney & Bonnie geschrieben, es war die erfolgreichste Single von Harrison und erreichte in vielen Ländern auf der Welt Platz 1 der Charts. Schon im folgenden Jahr wurde Harrison allerdings verklagt, weil My Sweet Lord Ähnlichkeiten mit dem Lied He’s So Fine von den Chiffons aus dem Jahr 1963 aufweise. Nach Jahren entschied das Gericht, dass Harrison den Song „unbewusst plagiarisiert“ habe.
Awaiting on You All (Aufnahme: 22., 26. Juni 1970) spiegelt religiöse Ansichten von Harrison wider.
Apple Scruffs (Aufnahme: 25. Juli 1970) ist eine Hommage an die weiblichen (Beatles-)Fans, die vor den Abbey Road Studios oder dem Apple-Gebäude standen und von Harrison die wenig schmeichelhafte Bezeichnung ‚Apple scruffs‘ erhielten.

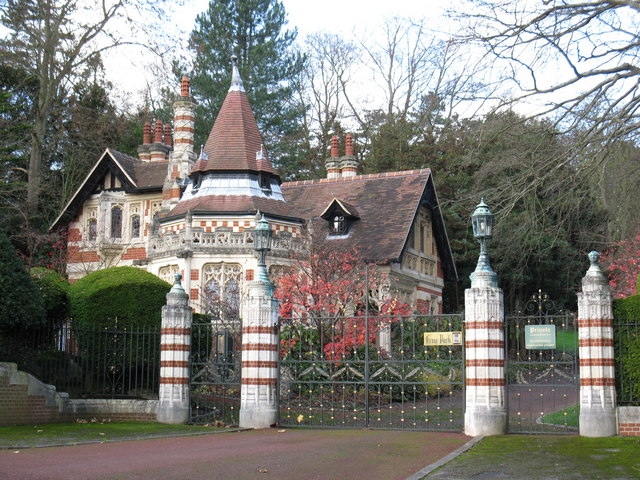
Einfahrt zum Anwesen Friar Park

Ballad of Sir Frankie Crisp (Let It Roll) (Aufnahme: 4., 5. Juni 1970) ist eine weitere Hommage, hier an Frankie Crisp, er war der ursprüngliche Erbauer des Hauses, Friar Park, in dem Harrison seit 1970 lebte.
Die Titel Run of the Mill (Aufnahme: 29. Mai, 24., 30. Juni, 1. Juli 1970), Beware of Darkness (Aufnahme: 22., 23. Juni 1970), Art of Dying (Aufnahme: 29. Mai, 2., 23. Juni, 1. Juli 1970) und All Things Must Pass (Aufnahme: 10. Juni 1970) reflektieren philosophische Ansichten von George Harrison. Harrison fing in 1966 mit der Komposition von Art of Dying an. All Things Must Pass wurde erstmals im Januar 1969 mit den Beatles während der Aufnahmen zum Album Let It Be geprobt, eine zufriedenstellende Aufnahme wurde aber nicht eingespielt.
Die restlichen Titel Isn’t It a Pity (Aufnahme: Version One: 2. Juni, Version Two: 3. Juni 1970), What Is Life (Aufnahme: 22., 23. Juni, 3. Juli 1970), Let It Down (Aufnahme: 24. Juni 1970) und I Dig Love (Aufnahme: 2. Juni 1970) behandeln das Thema Liebe. Isn’t It a Pity schrieb Harrison schon 1966, im Januar 1969 wurde in den Apple Studios eine Demoversion von Harrison alleine eingespielt. What Is Life wurde im Frühjahr 1969 geschrieben und war ursprünglich für Billy Preston vorgesehen. Let It Down wurde ebenfalls im Januar 1969 den Beatles vorgestellt, diese zeigten abermals kein Interesse.
Während der Aufnahmesessions wurden noch weitere Lieder, teilweise nicht vollständig, aufgenommen. Das Lied I Live for You (Aufnahme: 9. Juni 1970) wurde im Januar 2001 als Bonustitel veröffentlicht. Das Lied Whenever (I Still Love You) aka I’ll Still Love You (When Every Song is Sung) ist bisher nur auf Bootleg veröffentlicht. Die Lieder Down to the River, Woman Don’t You Cry For Me, Dehra Dun, Going Down to Golders Green und Om Hare OM (Gopala Krishna) wurden auf 50th Anniversary Edition des Albums veröffentlicht. Down to the River ist ein erster Entwurf für den Song Rocking Chair In Hawaii, der auf dem Album Brainwashed veröffentlicht wurde. Woman Don’t You Cry For Me erschien als Neuaufnahme auf dem Album Thirty Three & 1/3.
Die dritte LP Apple Jam, bestehend aus Instrumentalliedern, wurde überwiegend in den Abbey Road Studios aufgenommen und setzt sich musikalisch von den anderen Liedern des Albums deutlich ab. I Remember Jeep wurde im Wesentlichen am 29. März 1969 mit George Harrison, Eric Clapton, Billy Preston, Ginger Baker und Klaus Voormann in den Olympic Studios aufgenommen und am 12. Mai in den Abbey Road Studios fertiggestellt und mit John Lennon und Yoko Ono abgemischt. Der ursprüngliche Titel für das Lied war Jam Peace, und als Gruppenname wurde auf der Acetatpressung Plastic Ono Band verwendet. Erst bei der Zusammenstellung des Albums wurde das Lied in I Remember Jeep umbenannt. Die Lieder Thanks for the Pepperoni, Plug Me In (Aufnahme bei beiden: 18. Juni 1970) und Out of the Blue (Aufnahme: 2. Juli 1970) wurden von Harrison und der neu formierten Gruppe Derek and the Dominos eingespielt. Am 7. Oktober 1970 nahm George Harrison, auf Wunsch von Yoko Ono, als letztes in den Abbey Road Studios noch das Geburtstagslied It’s Johnny’s Birthday für John Lennon auf, der am 9. Oktober seinen 30. Geburtstag hatte. Die Melodie basiert auf dem Lied Congratulations, das von Cliff Richard 1968 veröffentlicht wurde. Harrison überreichte Lennon die Aufnahme am 9. Oktober in den Abbey Road Studios, wo er sein Album John Lennon/Plastic Ono Band aufnahm.
Da EMI und Capitol Records erwartet hatten, All Things Must Pass im Oktober zu veröffentlichen, begannen sie, schon im September, es zu promoten. Es war das erste Dreifachalbum eines einzelnen Künstlers. All Things Must Pass erwies sich als großer kommerzieller und künstlerischer Erfolg, den Harrison nicht wiederholen konnte und an dem seine zukünftigen Studioalben gemessen wurden. Im Januar 2022 wurde das Album in den USA mit Multi-Platin für sieben Millionen verkaufte Einheiten ausgezeichnet.

## Covergestaltung
Das Design des Covers stammt von Tom Wilkes, das Foto von Barry Feinstein. Es zeigte einen sitzenden Harrison auf dem Rasen von Harrisons Haus Friar Park, der Gummistiefel trug und von vier Gartenzwergen umgeben war. Die drei Alben befinden sich in einer Pappbox mit Klappdeckel. Das Design war zu dieser Zeit in der Popmusik ungewöhnlich und wurde häufiger mit klassischen oder Opernveröffentlichungen in Verbindung gebracht.
George Harrison sagte 2001 zum Cover: „Ursprünglich, als wir das Foto machten, hatte ich diese alten bayerischen Zwerge, von denen ich dachte, ich würde sie dort hinstellen, wie eine Art […] John, Paul, George und Ringo.“
Ein Poster und ein Liedtextblatt lag dem Boxset bei. Das Poster zeigt ein Foto von Harrison, der vor einem reich verzierten Fenster mit Eisenrahmen im Friar Park stand.

## Titelliste
Alle Lieder: Text und Musik: George Harrison; ansonsten Komponist angegeben.
- LP 1
  - Seite Eins
    1. I’d Have You Anytime (George Harrison/Bob Dylan) – 2:56
    2. My Sweet Lord – 4:38
    3. Wah-Wah – 5:35
    4. Isn’t It a Pity (Version 1) – 7:08

- Seite Zwei
  1. What Is Life – 4:22
  2. If Not for You (Bob Dylan) – 3:29
  3. Behind That Locked Door – 3:05
  4. Let It Down – 4:57
  5. Run of the Mill – 2:49

- LP 2
  - Seite Drei
    1. Beware of Darkness – 3:48
    2. Apple Scruffs – 3:04
    3. Ballad of Sir Frankie Crisp (Let It Roll) – 3:46
    4. Awaiting on You All – 2:45
    5. All Things Must Pass – 3:44

- Seite Vier
  1. I Dig Love – 4:55
  2. Art of Dying – 3:37
  3. Isn’t It a Pity (Version 2) – 4:45
  4. Hear Me Lord – 5:46

- LP 3 (Apple Jam)
  - Seite Fünf
    1. Out of the Blue (Jim Gordon/Carl Radle/Bobby Whitlock/Eric Clapton/Gary Wright/George Harrison/Jim Price/Bobby Keys/Al Aronowitz) – 11:09
    2. It’s Johnny’s Birthday (Based upon Congratulations – Martin/Coulter) – 0:52
    3. Plug Me In (Jim Gordon/Carl Radle/Bobby Whitlock/Eric Clapton/Dave Mason/George Harrison) – 3:14

- Seite Sechs
  1. I Remember Jeep (Ginger Baker/Klaus Voormann/Billy Preston/Eric Clapton/George Harrison) – 8:01
  2. Thanks for the Pepperoni (Jim Gordon/Carl Radle/Bobby Whitlock/Eric Clapton/Dave Mason/George Harrison) – 5:28

## Wiederveröffentlichungen

### Wiederveröffentlichung im CD-Format
- Die Erstveröffentlichung im Doppel-CD-Format erfolgte im April 1987 in Europa und in den USA im Februar 1988 ohne Bonustitel. Der CD liegt ein achtseitiges bebildertes Begleitheft bei.[5]

### 30-jährige Jubiläumsausgabe
- Im Januar 2001 wurde das Album zum 30-jährigen Jubiläum in einer von Jon Astley neu remasterten Version als Doppel-CD[6] und Dreifach-LP[7] bei EMI mit fünf Bonustiteln und neuer Covergestaltung von Sian Rance und David Costa veröffentlicht. Die Bonustitel stammen von den originären Aufnahmesessions, wurden aber im Jahr 2000 musikalisch ergänzt und überarbeitet, nur das Lied My Sweet Lord [2000] wurde komplett neu aufgenommen. Das 20-seitige bebilderte CD-Begleitheft beinhaltet ein Vorwort von George Harrison sowie die Liedtexte. Die beiden CDs befinden sich in einer Pappbox. Harrison änderte auch die Reihenfolge der Apple Jam-Tracks, um die ursprünglich gewünschte Reihenfolge wiederherzustellen. Beginnend mit It's Johnny's Birthday, ging es weiter mit Plug Me In, I Remember Jeep, Thanks For The Pepperoni und endend mit Out Of The Blue. Das Album hatte ein neu koloriertes Cover-Artwork. Das ursprüngliche Bild wurde geändert, um Wolkenkratzer, rauchende Fabrikschornsteine und Überführungsstraßen hinzuzufügen, was schließlich Harrisons Namen und den Albumtitel verdeckte, was seine Besorgnis über die Auswirkungen der modernen Welt auf Ökologie und Umwelt widerspiegelt. George Harrison schrieb 2001 in den Liner Notes zur Wiederveröffentlichung: „Es ist dreißig Jahre her, seit All Things Must Pass aufgenommen wurde. Ich mag die Songs auf dem Album immer noch und glaube, dass sie den Stil, in dem sie aufgenommen wurden, weiterhin überleben können. Es war schwer zu widerstehen, jeden Track neu zu mischen. All die Jahre später möchte ich einige der Songs von der großen Produktion befreien, die damals angemessen schienen, aber jetzt mit dem Hall in der Klangwand etwas übertrieben wirken.“

Bonustitel:
1. I Live for You – 3:35
Bonussong
2. Beware of Darkness – 3:19
Akustikdemo
3. Let It Down – 3:54
Akustikdemo
4. What Is Life – 4:27
Alternative Instrumentalversion
5. My Sweet Lord (2000) – 4:57 (Neuaufnahme)

- EMI veröffentlichte Anfang 2001 anlässlich der Wiederveröffentlichung zwei Promotion-CDs:
  - All Things Must Pass – Special Advance Sampler (My Sweet Lord, What Is Life, Isn’t It a Pity, Ballad of Sir Frankie Crisp [Let It Roll], Wah-Wah, Beware of Darkness, All Things Must Pass und My Sweet Lord [2000])[8]
  - All Things Must Pass – A Conversation with George Harrison February 15, 2001 enthält ein zwölfminütiges Interview mit George Harrison.[9]
- Ab Oktober 2007 ist das Album All Things Must Pass auch als Download bei iTunes mit dem zusätzlichen Bonusvideo All Things Must Pass – EPK erhältlich, der die Entstehungsgeschichte der Wiederveröffentlichung aus dem Jahr 2001 aus der Sicht George Harrisons beschreibt.

### 40-jährige Jubiläumsausgabe
- Im November 2010 erschien das Album zum 40-jährigen Jubiläum nochmals mit der ursprünglichen Covergestaltung als Dreifach-LP.[10]

### 2014er Wiederveröffentlichung
- Am 19. September 2014 wurden die CDs, erneut remastert, mit denselben Bonustiteln wie die 2001er Version wiederveröffentlicht. Das Remastering erfolgte von Paul Hicks, Gavin Lurssen und Reuben Cohen in den Lurssen Mastering Studios. Die musikalische Koordinierung erfolgte von Dhani Harrison. Das CD-Doppelalbum hat ein zweifach aufklappbares Pappcover, dem ein Miniposter beigegelegt ist, das auf der Rückseite die Liedtexte beinhaltet. Die beiden CDs befinden sich in Innencovern, die den Originalinnenhüllen des Vinylalbums nachempfunden sind. Das Design stammt von Darren Evans.[11]

### 50-jährige Jubiläumsausgabe
- Am 27. November 2020 veröffentlichte die Familie Harrison anlässlich des 50. Jubiläums des Albums einen neuen Stereo-Remix des Songs All Things Must Pass. Dhani Harrison beschrieb es als Auftakt zu weiteren Veröffentlichungen im Zusammenhang mit dem 50. Jubiläum des Albums.[12] Am 10. Juni 2021 wurde die Veröffentlichung der 50th Anniversary für den 6. August 2021 angekündigt.[13] Die Abmischung erfolgte 2020 von Paul Hicks. Hicks sagte zur Abmischung: „Wir haben es tatsächlich ein paar Mal gemischt. Beim ersten Mal habe ich die etwas traditionellere Art und Weise gemacht, wie wir es gemacht haben, wo ich den Mix an das angepasst habe, was er war, dann dachte ich darüber nach, welche Elemente vielleicht mehr als im Original herausgeholt werden sollten, und hob zum Beispiel Georges Stimme mehr an. Es klang sehr ähnlich wie das Original, aber mit etwas mehr Klarheit.“ Die Neuauflage ist in sieben Varianten[14] zusätzlich Sondereditionen erhältlich:
- Super-Deluxe-Version[15]

Diese Version enthält Fünf CDs / eine Blu-ray sowie ein 60-Seitiges Buch, das von Olivia Harrison kuratiert wurde, mit Bildern, handgeschriebenen Songtexten, Tagebucheinträgen, Studionotizen, Bildern von Tapeboxen und einer umfassenden Track-by-Track-Analyse. Es enthält auch eine Replik des Original-Album-Posters.
- CD 1–2: Remixtes Album,
- CD 3: Day 1 Demos – Tuesday 26 May 1970

1. All Things Must Pass [Take 1] – 4:38
2. Behind That Locked Door [Demo Take 2] – 2:54
3. I Live For You [Demo Take 1] – 3:25
4. Apple Scruffs [Demo Take 1] – 2:48
5. What Is Life [Demo Take 3] – 4:45
6. Awaiting On You All [Demo Take 1] – 2:29
7. Isn’t It a Pity [Demo Take 2] – 3:19
8. I’d Have You Anytime [Demo Take 1] – 2:10
9. I Dig Love [Demo Take 1] – 3:35
10. Going Down To Golders Green [Demo Take 1] – 2:24
11. Dehra Dun [Demo Take 2] – 3:39
12. Om Hare Om [Gopala Krishna] [Demo Take 1] – 5:12
13. Ballad Of Sir Frankie Crisp [Let It Roll] [Demo Take 2] – 3:40
14. My Sweet Lord [Demo Take 1] – 3:21
15. Sour Milk Sea [Demo Take 1] – 2:27

- CD 4: Day 2 Demos – Wednesday 27 May 1970

1. Run Of The Mill [Demo Take 1] – 1:54
2. Art 0f Dying [Demo Take 1] – 3:04
3. Everybody, Nobody [DemoTake 1] – 2:19
4. Wah-Wah [Demo Take 1] – 4:24
5. Window Window [Demo Take 1] – 1:53
6. Beautiful Girl [Demo Take 1] – 2:29
7. Beware 0f Darkness [Demo Take 1] – 3:20
8. Let It Down [Demo Take 1] – 3:57
9. Tell Me What Has Happened To You [Demo Take 1] – 2:57
10. Hear Me Lord [Demo Take 1] – 4:57
11. Nowhere To Go [Demo Take 1] – 4:44
12. Cosmic Empire [Demo Take 1] – 2:11
13. Mother Divine [Demo Take 1] – 2:44
14. I Don’t Want to Do It [Demo Take 1] – 2:05
15. If Not For you [Demo Take 1] – 1:47

- CD 5: Sessions Outtakes And Jams

1. Isn’t It A Pity [Take 14] – 0:53
2. Wah-Wah [Take 1] – 5:55
3. I’d Have You Anytime [Take 5] – 2:48
4. Art Of Dying [Take 1] – 4:01
5. Isn’t It A Pity [Take 27] – 5:01
6. If Not For You [Take 2] – 2:59
7. Wedding Bells [Are Breaking Up The Old Gang Of Mine] [Take 1] – 1:56
8. What Is Life [Take 1] – 4:34
9. Beware Of Darkness [Take 8] – 3:48
10. Hear Me Lord [Take 5] – 9:31
11. Let It Down [Take 1] – 4:12
12. Run Of The Mill [Take 36] – 2:28
13. Down To The River [Rocking Chair Jam] [Take 1] – 2:29
14. Get Back [Take 1] – 2:06
15. Almost 12 Bar Honky Tonk [Take 1] – 8:33
16. It’s Johnny’s Birthday [Take 1] – 0:58
17. Woman Don’t You Cry For Me [Take 5] – 5:00

- BluRay: Remixtes Album in HD Audio und Dolby Atmos

- Super-Deluxe-Vinyl-Version[16]

Diese Version enthält acht jeweils 180 g schwere Vinyl-Schallplatten sowie ein 60-seitiges Buch, das von Olivia Harrison kuratiert wurde, mit Bildern, handgeschriebenen Songtexten, Tagebucheinträgen, Studionotizen, Bildern von Tapeboxen und einer umfassenden Track-by-Track-Analyse. Es enthält auch eine Replik des Original-Album-Posters.
- LP 1–3: Remixed Album
- LP 4–5: Day 1 Demos – Tuesday 26 May 1970
- LP 6: Day 2 Demos – Wednesday 27 May 1970
- LP 7–8: Sessions Outtakes and Jams

- Uber Deluxe Edition[17]

Die Uber Deluxe Edition ist die umfangreichste Version, sie enthält acht jeweils 180 g schwere Vinyl-Schallplatten, fünf CDs, eine Blu-ray, ein 96-seitiges Buch sowie ein 44-seitiges Buch über die Entstehung des Albums. Weiterhin enthält die Box maßstabsgetreue Nachbildungen von Harrison und den Gnomen des Originalcovers. Der gesamte Inhalt befindet sich in einer Box aus Echtholz.
- Deluxe-3-CD-Version[18] Die CDs befinden sich in einer quadratischen Box, in der sich auch eine verkleinerte Version des Originalposters befindet, weiterhin ist ein 20-seitiges Booklet mit Fotos, einer Einführung und Anmerkungen von Dhani Harrison und Paul Hicks zum Remix des Albums enthalten.
  - CD 1–2: Remixed Album
  - CD 3: Session Outtakes and Jams Thursday 28 May – Wednesday 7 October 1970
    - die CD entspricht der CD 5 der Super-Deluxe-Version.
    - Die Deluxe-3-CD-Version wurde in den USA von der Kaufhauskette Target zusätzlich mit Stickern vertrieben.[19]
- Deluxe-5-LP-Vinyl-Version[20] Diese Version enthält einen 8-seitigen Einleger mit Fotos und Anmerkungen von Dhani Harrison und Paul Hicks zum Remix des Albums.
  - LP 1–3: Remixed Album
  - LP 5–6: Sessions Outtakes and Jams
    - die beiden LPs entsprechen der LP 7 und 8 der Super-Deluxe-Vinyl-Version.
- Standard Doppel CD[21]
- Standard Tripple LP[22]
- Standard Tripple LP (Splattered Colour Version)[23]

die drei LPs bestehen aus schwarzem Vinyl, das grün gesprenkelt ist.
- Anlässlich des 50. Jubiläums des Albums wurden 2021 folgende Musikvideos veröffentlicht: My Sweet Lord,[24] Run of the Mill [Take 36],[25] Isn’t It a Pity [Take 27] [26] und Cosmic Empire [Demo Take 1].[27]

### Weitere Wiederveröffentlichungen
Anlässlich des Record Store Day am 12. April 2025 erschien das Vinyl-Album All Things Must Pass als Picture Disc.

## Singleauskopplungen

### My Sweet Lord
Die erste Singleauskopplung My Sweet Lord / Isn’t It a Pity erschien am 23. November 1970 in den USA (Deutschland: Januar 1971) und erreichte in beiden Ländern Platz eins der Charts. In Großbritannien erschien am 15. Januar 1971 die Single  My Sweet Lord / What Is Life, die ebenfalls Platz eins der Charts erreichte. Die Singleversion von My Sweet Lord enthält eine andere Abmischung mit weniger Echo und anderen Backing Vocals. Es war der erste Solo-Beatles-Song, der die Charts anführte.

### What Is Life

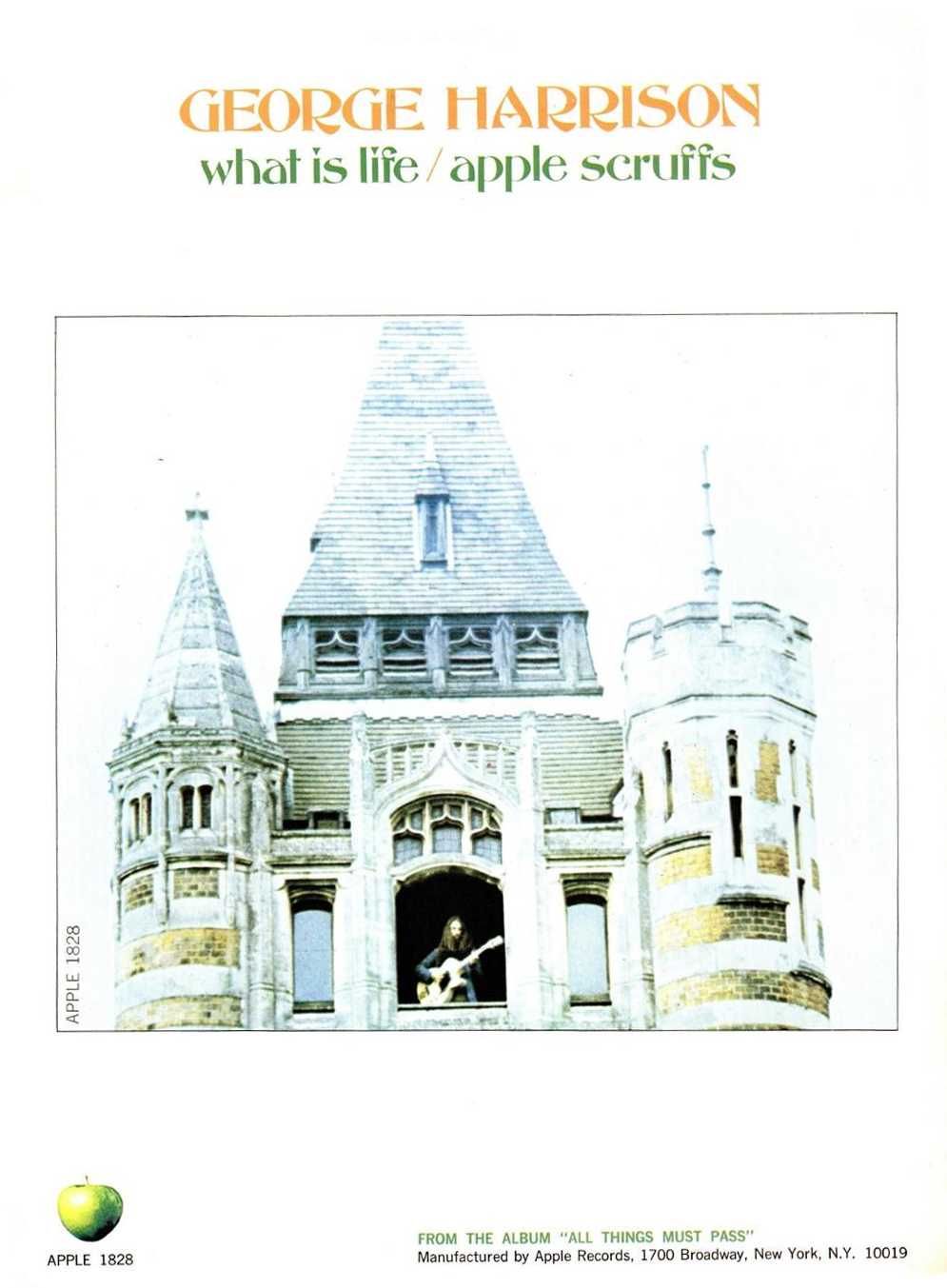
Werbung für die Single What Is Life / Apple Scruffs

Die zweite Single What Is Life / Apple Scruffs erschien am 15. Februar 1971 in den USA und in Deutschland. In Großbritannien wurde die Single nicht veröffentlicht.

### Weitere Singles
- In Venezuela wurde in 1971 die Single If Not for You / What Is Life veröffentlicht.[32]
- In Mexiko erschien in 1971 eine EP mit folgenden Liedern: My Sweet Lord / If Not for You / Art of Dying / Apple Scruffs[33]
- In Singapur wurde in 1971 eine EP mit folgenden Liedern veröffentlicht: My Sweet Lord / Isn’t It a Pity / What Is Life / Apple Scruffs[34]
- Am 27. November 2020 wurde die Download-Single All Things Must Pass (2020 Mix) veröffentlicht.[35]

### Wiederveröffentlichung:My Sweet Lord
- 1997 erschien in den USA die CD-Single My Sweet Lord / Give Me Love (Give Me Peace on Earth)[36]
- Im Januar 2001 wurde in den USA die 7″-Vinyl-Jukebox-Single My Sweet Lord (2000) / All Things Must Pass im grünen Vinyl veröffentlicht.[37]
- Nach dem Tod von George Harrison (29. November 2001) wurde am 14. Januar 2002 nochmals die CD-Single My Sweet Lord / Let It Down / My Sweet Lord (2000)[38] veröffentlicht, diese erreichte wiederum Platz eins in den Charts von Großbritannien (USA: Platz 94, Deutschland: Platz 74).
- Am 27. März 2020 erschien zum 50-jährigen Jubiläum der Originalveröffentlichung am Record Store Day die Single My Sweet Lord / Isn’t It a Pity auf klaren Vinyl[39]
- Im Dezember 2021 wurde ein Musikvideo zu My Sweet Lord veröffentlicht, in diesem wirken neben Ringo Starr, Dhani Harrison und Olvia Harrison unter anderem noch Mark Hamill und Jeff Lynne mit.[40]

## Weitere Informationen
- Die Lieder My Sweet Lord und All Things Must Pass erschienen schon im Januar 1970 auf dem Album Encouraging Words von Billy Preston.
- Wegen Rechtsstreitigkeiten mit verschiedenen Plattenfirmen konnte jahrzehntelang die Präsenz Eric Claptons auf dem Album nicht schriftlich erwähnt werden. Dies geschah erst auf der Remaster-Version von 2001.

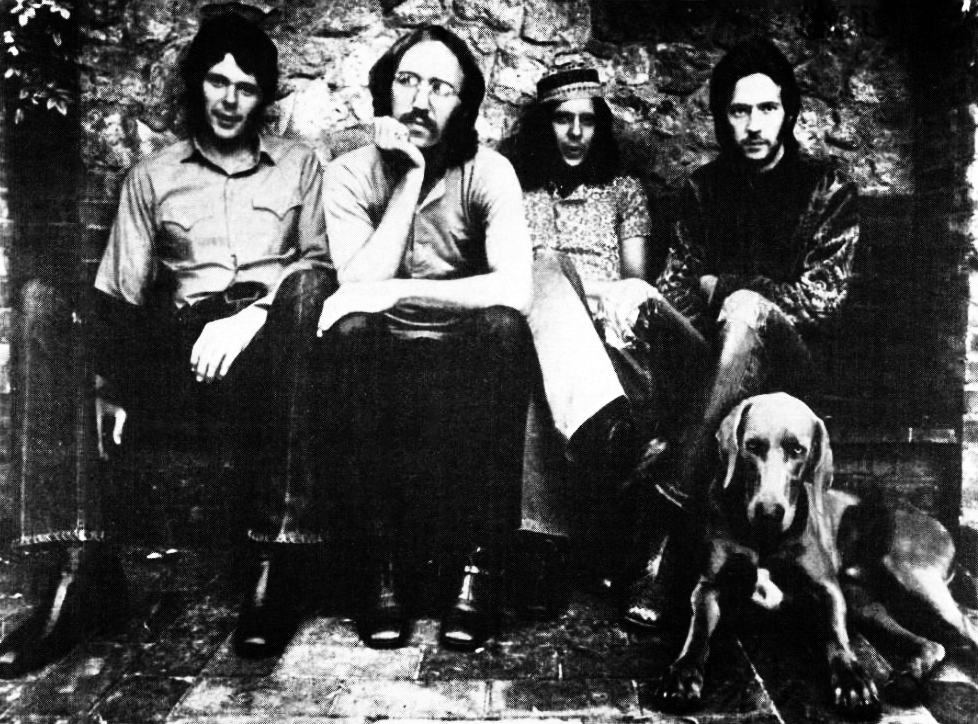
Jim Gordon, Carl Radle, Bobby Whitlock und Eric Clapton als Derek and the Dominos während der Aufnahmen zu All Things Must Pass.

- Die Aufnahmen zum Album All Things Must Pass waren gleichzeitig das Debüt von Eric Claptons neuer Musikgruppe Derek and the Dominos (Eric Clapton, Carl Radle, Jim Gordon und Bobby Whitlock), die während der Aufnahmen gemeinsam probten und am 18. und 25. Juni 1970 auch ihren eigenen Titel Tell the Truth einspielten, bei dem wiederum George Harrison Gitarre spielte. Am 6. Juli erfolgte eine Neuaufnahme ohne Harrison.
- Im Juni 2009 erschien das Kompilationsalbum Let It Roll: Songs by George Harrison, bei der iTunes-Downloadversion ist der Titel Isn’t It a Pity (Demo Version) zusätzlich enthalten. Hierbei handelt es sich um eine Aufnahme in den Apple Studios vom Januar 1969.[41]
- Im Dezember 2011 erschien die CD George Harrison: Living in the Material World als Bestandteil der Blu-ray Disc/DVD Deluxe Edition des gleichnamigen Dokumentarfilms über George Harrison. Die CD enthält folgende Titel, die während der Probe- und Aufnahmesessions zu All Things Must Pass aufgenommen wurden: My Sweet Lord (Demo), Run of the Mill (Demo), I’d Have You Anytime (Early take), Awaiting on You All (Early take), Behind That Locked Door (Demo) und All Things Must Pass (Demo). Im April 2012 erschien das Album Early Takes: Volume 1 mit demselben Material erneut.

## Kommerzieller Erfolg

### Chartplatzierungen

#### Album
All Things Must Pass erreichte seine Höchstplatzierung in Deutschland nach einer Wiederveröffentlichung 2021; zum Veröffentlichungszeitpunkt erreichte das Album Rang zehn. Das Album erreichte bei der Wiederveröffentlichung Platz sechs in Großbritannien und Platz sieben in den USA.
| ChartsChartplatzierungen       | Höchstplatzierung | Wochen |
| ------------------------------ | ----------------- | ------ |
| Deutschland (GfK)              | 2 (12 Wo.)        | 12     |
| Österreich (Ö3)                | 4 (3 Wo.)         | 3      |
| Schweiz (IFPI)                 | 3 (3 Wo.)         | 3      |
| Vereinigte Staaten (Billboard) | 1 (41 Wo.)        | 41     |
| Vereinigtes Königreich (OCC)   | 1 (32 Wo.)        | 32     |

| ChartsJahrescharts (1971) | Platzierung |
| ------------------------- | ----------- |
| Deutschland (GfK)         | 33          |

#### Singles
| Jahr | Titel         | Höchstplatzierung, Gesamtwochen, AuszeichnungChartplatzierungen (Jahr, Titel, , Platzierungen, Wochen, Auszeichnungen, Anmerkungen) | Höchstplatzierung, Gesamtwochen, AuszeichnungChartplatzierungen (Jahr, Titel, , Platzierungen, Wochen, Auszeichnungen, Anmerkungen) | Höchstplatzierung, Gesamtwochen, AuszeichnungChartplatzierungen (Jahr, Titel, , Platzierungen, Wochen, Auszeichnungen, Anmerkungen) | Höchstplatzierung, Gesamtwochen, AuszeichnungChartplatzierungen (Jahr, Titel, , Platzierungen, Wochen, Auszeichnungen, Anmerkungen) | Höchstplatzierung, Gesamtwochen, AuszeichnungChartplatzierungen (Jahr, Titel, , Platzierungen, Wochen, Auszeichnungen, Anmerkungen) | Anmerkungen                                                   |
| Jahr | Titel         | DE | AT | CH | UK | US | Anmerkungen                                                   |
| ---- | ------------- | --- | --- | --- | --- | --- | ------------------------------------------------------------- |
| 1970 | My Sweet Lord | DE1 (26 Wo.)DE | AT1 (16 Wo.)AT | CH1 (21 Wo.)CH | UK1 Platin · (31 Wo.)UK | US1 Platin · (15 Wo.)US | Erstveröffentlichung: 25. November 1970 US-B: Isn’t It A Pity |
| 1971 | What Is Life  | DE3 (20 Wo.)DE | AT5 (4 Wo.)AT | CH1 (11 Wo.)CH | UK— n.v.UK | US10 (9 Wo.)US | Erstveröffentlichung: 15. Februar 1971                        |

### Auszeichnungen für Musikverkäufe
| Land/Region                  | Auszeichnungen für Musikverkäufe (Land/Region, Auszeichnung, Verkäufe) | Verkäufe  |
| ---------------------------- | ---------------------------------------------------------------------- | --------- |
| Dänemark (IFPI)              | Gold                                                                   | 10.000    |
| Kanada (MC)                  | Gold                                                                   | 50.000    |
| Vereinigte Staaten (RIAA)    | 7× Platin                                                              | 7.000.000 |
| Vereinigtes Königreich (BPI) | Gold                                                                   | 100.000   |
| Insgesamt                    | 3× Gold · 7× Platin ·                                                  | 7.160.000 |